# Чіджоке Аніагбосо
Чіджоке Аніагбосо (англ. Chijioke Aniagboso; нар. 15 квітня 2004) – нігерійський футболіст. Воротар одеського «Чорноморця». Бронзовий призер молодіжного Кубку африканських націй 2023 та учасник молодіжного чемпіонату світу 2023 в складі молодіжної збірної Нігерії з футболу.

## Кар'єра
19-річний воротар зарекомендував себе у виступах за молодіжну збірну Нігерії, після чого влітку 2023 року був придбаний житомирським «Поліссям».

## Досягнення

### Молодіжна збірна
- Бронзовий призер: Молодіжний Кубок африканських націй 2023[en][2].